# Qukman muskiy
Qukman Muskiy (que significa "Respiro diferente" en quechua), es el tercer disco de la banda de rock blues Uchpa, lanzado el 2000 en Perú por Fredy Ortiz recordado como el disco de la llama por su curiosa pero graciosa portada (una llama con una guitarra en su largo cuello, en medio de un pequeño campo). 
El álbum fue hecho en provincia el 2000, pero ya que Fredy Ortíz viajó a Lima lo relanzó en el 2002 y fue muy bien difundido y con buenas críticas, tanto fue así que ese mismo álbum llegó a cruzar fronteras como México. 

## Lista de temas
| N.º | Título                   | Duración |  |
| 1.  | «Yaykumunan»             | 1:01     |  |
| 2.  | «Ananao»                 | 4:32     |  |
| 3.  | «Corazón contento»       | 1:11     |  |
| 4.  | «Manankutimusaqchu»      | 5:29     |  |
| 5.  | «Miskillañam kani»       | 3:46     |  |
| 6.  | «Warmi Kuyay»            | 4:49     |  |
| 7.  | «Añas Blues»             | 4:00     |  |
| 8.  | «Chachaschay»            | 4:46     |  |
| 9.  | «¿Pitaqmi Kanki?»        | 3:20     |  |
| 10. | «Yanapaway yuksimuyta»   | 5:56     |  |
| 11. | «Blucky Mamay»           | 2:42     |  |
| 12. | «Kusi Kusun»             | 4:50     |  |
| 13. | «manañachiki qawasqayki» |          |  |

## Integrantes
- Fredy Ortiz - voz
- Ivo Flores - batería
- Marcos Maizel - primera guitarra
- Julio Valladares - segunda guitarra
- Miguel Ángel Cruz - bajo
- Juan Espinoza - waqrapuku